# タンク・ガール
『タンク・ガール』（原題: Tank Girl）はアメリカのSF映画。1995年3月31日にアメリカで、同年11月3日に日本で劇場公開された。
イギリスでカルト的な人気を得た同名コミックの実写映画化。実写画像にコミックの原画を挿入する演出や、全編を通して流れるオルタナティヴ・ロック、登場人物たちのパンク・ファッションなどが特徴。

## あらすじ
文明がほろんだ近未来、砂漠に仲間たちと住んでいたレベッカは、人間の血液から水分を抽出しに来た水・電力公社の襲撃を受ける。レベッカは水・電力公社に復讐しようとするも返り討ちにあい、つかまって強制労働をさせられることになってしまう。レベッカはメカニックのジェット・ガールと知り合い、大きな戦車を手に入れて脱走する。戦車を駆るタンク・ガールとなったレベッカは仲間のひとりだった少女サムを助けようとするが、サムも水・電力公社に誘拐されてしまう。レベッカは水・電力公社と敵対関係にあるリッパーの一団と知り合い、そのうちの1人とは恋人になる。レベッカはジェットガールやリッパーと組み、水・電力公社に戦いを挑んで勝利し、サムを救出する。

## キャスト
※括弧内は日本語吹替
- レベッカ/タンク・ガール - ロリ・ペティ（深見梨加）
- ジェット・ガール - ナオミ・ワッツ（亀井芳子）
- ケスリー - マルコム・マクダウェル（大塚芳忠）
- T・セイント - アイス-T（中博史）
- ディーティ - レグ・E・キャシー（大塚明夫）
- スモール軍曹 - ドン・ハーヴェイ（家中宏）
- ブーガ - ジェフ・コーバー（柳沢栄治）
- ドナー - スコット・コフィ（目黒光祐）
- サム - ステイシー・リン・ラムソワー
- ラット・フェイス - イギー・ポップ
- チェッツァイ - ジェームズ・ホン

## スタッフ
- 監督：レイチェル・タラレイ
- 製作：リチャード・B・ルイス、ベン・デンシャム、ジョン・ワトソン
- 製作総指揮：トム・アスター、アーロン・ワーナー
- 脚本：テディ・サラフィアン
- 原作コミック：アラン・マーティン、ジェイミー・ヒューレット
- プロダクション・デザイン：キャサリン・ハードウィック
- 衣裳デザイン：アリアン・フィリップス
- 音楽：グレーム・レヴェル